# Лохово
Лохово— село в Україні, у Мукачівському районі Закарпатської області. Входить до складу Івановецької сільської громади.

## Етимологія
Не існує точного походження назви. Проте існують дві основні теорії:
- Стара назва села була Логово, і походило від кущів логовиці (глоду). За часів Австро-Угорщини назва села писалася як «Lohovo», і вимовлялась як «Лохово», що з часом стало офіційною назвою[джерело?].
- Колись в цій місцевості селилися кельти. В історії зафіксовані археологічні знахідки саме на території Закарпатської області. У перекладі з кельтської, слово «лох» (наприклад, Лох-Несс) означає водойма, озеро. Село Лохово географічно розташоване в такому місці, де, можливо, були болота або озера, і це дало поштовх до виникнення своєрідної назви.[джерело?]

1484 року згадується як Lohol. 1610— Kys Loho і Nagj Loho, 1693— Nagylohó (Lohow) та Kislohó (Leniowste).[джерело?]
У 1995 році село "Лохове" перейменували в Лохово, змінивши останню літеру.

## Історія
Перша згадка про село датується 1241 роком. При поході орди Батия у західну Європу, монгольський стан знаходився біля села Бобовище. Тепер назва цієї місцевості «Батиєве поле».
Розкопки могил, проведені упродовж 1954—1955 р.р. науковою експедицією УжНУ на чолі з доцентом Ф.М. Потушняком свідчать про те, що на території с. Лохова вже в VI–VII ст. мешкали слов'яни (знайдено речові пам'ятки новокам'яного віку). Поблизу села виявлено поселення і могильники періоду бронзи (II—I тисячоліття до н.е.). До цього ж часу належить і бронзовий скарб, який знайдено біля с. Череївці.
У Монографії Березької жупи Т.Легоцький [джерело?], використовувавши народний переказ, під знаком питання згадує, що татари село спустошили та всіх чоловіків на очах жінок в капустяних бочках потопили.
Протягом березня 1582 року Ракоці Сигізмунд, власник Мукачева, видає князівський лист кріпаку Пашкову Яношу, щоб той спустіле село знову заселив, але ця справа не мала результату, і 1649 року в Ленівцях не знайшлося більш ніж 2 кріпаки і 1 хлопець, 1 віл, 4 корови та 1 свиня.
Кількість населення збільшилось 1672 року, коли в селі була побудована дерев'яна церква і священником було призначено Баксу Лукау. На місті колишньої церкви й донині стоїть дзвіниця.
У 1649 року у Великому Лохові мешкало 36 селян-кріпаків. Уже тоді в околицях Лохова вирощувались різні сорти винограду, і селяни-кріпаки одну дев'яту врожаю віддавали для Мукачівського замку.
З 1798 року великі території сіл Лохова та Ленівців належали до латифундій графа фон Шенборна.
Важке було становище кріпосних селян Лохова: платили оброк, ходили на панщину.
При скасуванні кріпосного права (1848 р.) селяни землі не одержали: вона залишалась власністю феодала. За її оренду вільні селяни змушені були платити грішми, віддавати більшу частину врожаю, або ж відробляти працею на панській землі. За свою свободу теж мусили заплатити феодалу графу Шенборну значний викуп (300—400 форинтів).
До 1919 село, як і все Закарпаття входило до складу Австро-Угорщини.
10 вересня 1919 ввійшло до складу Чехословаччини як частина Підкарпатської Русі. В селі діяв «нотарський уряд».
18 березня 1939 в село увійшли угорська регулярна армія.

## Присілки
Коструб
Коструб - колишнє село в Україні, в Закарпатській області.
Об'єднане з селом Лохово
Згадки: 1599: Kosztrubácsfalva, 1600: Kosztrubafalva
Матяш
Матяш - колишнє село в Україні, в Закарпатській області.
Об'єднане з селом Лохово
Згадки:  1600: Mátyásfalva, 1600: Mátfalva

## Населення
Згідно з переписом УРСР 1989 року чисельність наявного населення села становила 1264 особи, з яких 619 чоловіків та 645 жінок.
За переписом населення України 2001 року в селі мешкало 1179 осіб.

### Мова
Розподіл населення за рідною мовою за даними перепису 2001 року:
| Мова       | Відсоток |
| ---------- | -------- |
| українська | 99,49%   |
| російська  | 0,51%    |

## Релігія
До 1947 року у селі була греко-католицька церква. У жовтні 1947 року при виїзді з села було вбито греко-католицького єпископа Т.Ромжу, священника церкви відправлено на 20 років на Соловки, а церква стала православною. Нині у с. Лохово діє Покровська православна церква Української православної церкви (московського патріархату).

## Відомі люди

### Народилися
- Юрій Дмитрович Герц— відомий закарпатський художник, заслужений художник України, лауреат Шевченківської премії.
- Ю.Г. Ґонак— кандидат сільськогосподарських наук, доцент.
- Василь Грубінко (нар. 1959)— український вчений-біолог, педагог, доктор біологічних наук, професор, викладач ТНПУ.
- І.Ю. Полянський— доктор медичних наук, професор, викладач Чернівецького медичного університету, хірург.
- А.А. Симодейко— доктор медичних наук, професор УжНУ.
- В.В. Хайнас— доктор історичних наук, професор УжНУ.
- Герц Микола Іванович (1934—2004)— український педагог, Відмінник народної освіти УРСР і вищої освіти СРСР, Кандидат педагогічних наук.

## Туристичні місця
- місцевість «Батиєве поле». При поході орди Батия у західну Європу, монгольський стан знаходився біля села Бобовище.
- Поблизу села виявлено поселення і могильники періоду бронзи (II—I тисячоліття до н.е.).